# Gianrico Carofiglio
Pour les articles homonymes, voir Carofiglio.
Gianrico Carofiglio, né le 30 mai 1961 à Bari, est un magistrat, écrivain et homme politique italien.

## Biographie
Gianrico Carofiglio est le fils de l'écrivaine Enza Buono et le frère de l'écrivain Francesco Carofiglio. Il devient magistrat à Prato en 1986, puis procureur à Foggia et procureur adjoint à Bari où il est chargé des dossiers concernant la mafia. Il est élu sénateur en 2008.
Il est l'auteur de plusieurs romans de fiction, ainsi que d'essais. Il débute avec le roman Testimone inconsapevole en 2002 (Témoin involontaire), livre mettant en scène l'avocat Guido Guerrieri qui réapparaît dans quatre autres romans, tous traduits en France.
Sa pratique des prétoires lui permettent en outre de contribuer à l'enrichissement du savoir en rhétorique argumentative (L'Arte del Dubbio, 2007). Ses trois modèles d'interaction pour le contre-interrogatoire (montrer que le récit ne contredit pas ma thèse, viser la qualité du témoin, dévaluer la qualité du récit) croisent les argumentations ad rem/ad hominem de la rhétorique : "Ce qui est raconté est très certainement réel, mais ne prouve rien; ce qui est raconté l'est par une personne fortement soupçonnée de pouvoir se tromper; ce qui est raconté l'est par une personne fortement soupçonnée de vouloir/devoir mentir; ce qui est raconté est incohérent ; ce qui est raconté, selon les lois de la physique, est impossible".

## Œuvre

### Série Guido Guerrieri
1. Témoin involontaire, Rivages, coll. « Rivages/Noir » no 658, 2007 ((it) Testimone inconsapevole, 2002)
2. Les Yeux fermés, Rivages, coll. « Rivages/Thriller », 2008 ((it) Ad occhi chiusi, 2003)Réédition, Rivages, coll. « Rivages/Noir » no 847, 2012
3. Les Raisons du doute, Seuil, coll. « Policiers », 2010 ((it) Ragionevoli dubbi, 2006)Réédition, Points, coll. « Policier » no 2634, 2011
4. Le Silence pour preuve, Seuil, coll. « Policiers », 2011 ((it) Le perfezioni provvisorie, 2010)
5. (it) La regola dell'equilibrio, 2014

### Série Pietro Fenoglio
1. Une vérité changeante, Slatkine & Compagnie, 2022 ((it) Una mutevole verità, 2014)Réédition, Gallimard, coll. « Folio policier » no 982, 2023
2. L'Été froid, Slatkine & Compagnie, 2021 ((it) L'estate fredda, 2016)Réédition, Gallimard, coll. « Folio policier » no 954, 2022
3. La Version de Fenoglio, Slatkine & Compagnie, 2023 ((it) La versione di Fenoglio, 2019)Réédition, Gallimard, coll. « Folio policier » no 1034, 2024

### Romans indépendants
- Le passé est une terre étrangère, Rivages, coll. « Rivages/Thriller », 2009 ((it) Il passato è una terra straniera, 2004)Réédition, Rivages, coll. « Rivages/Noir » no 920, 2013
- (it) Né qui né altrove. Una notte a Bari, 2008
- En attendant la vague, Seuil, coll. « Policiers », 2013 ((it) Il silenzio dell'onda, 2011)
- (it) La sorte del bufalo, 2013
- (it) Il bordo vertiginoso delle cose, 2013
- (it) La casa nel bosco, 2014Écrit avec Francesco Carofiglio.
- Trois heures du matin, Slatkine & Compagnie, 2020 ((it) Le tre del mattino, 2017)

### Essais et autres textes
- (it) Il controesame, dalle prassi operative al modello teorico, 1997
- (it) La testimonianza dell'ufficiale e dell'agente di polizia giudiziaria, 2005Écrit avec Alessandra Susca.
- (it) L'arte del dubbio, 2007
- (it) Il paradosso del poliziotto, 2009
- (it) La manomissione delle parole, 2010

### Nouvelles
- (it) La doppia vita di Natalia Blum, 2010Publiée dans Crimini italiani sous la direction de Giancarlo De Cataldo
- (it) Non esiste sagezza, 2011
- (it) La velocità dell'angelo, 2013Publiée dans Cocaina, qui inclut également des nouvelles de Massimo Carlotto et Giancarlo De Cataldo

### Bande dessinée
- (it) Cacciatori nelle tenebre, 2007Écrit avec Francesco Carofiglio.

## Adaptations

### Au cinéma
- 2008 : Il passato è una terra straniera, film italien réalisé par Daniele Vicari, d'après le roman éponyme.

### À la télévision
- 2007 : L'avvocato Guerrieri - Testimone inconsapevole : téléfilm italien réalisé par Alberto Sironi, d'après le roman éponyme.
- 2007 : L'avvocato Guerrieri - Ad occhi chiusi : téléfilm italien réalisé par Alberto Sironi, d'après le roman éponyme.
- 2010 : Crimini - La doppia vita di Natalia Blum : saison 2, épisode 1, d'après la nouvelle éponyme.

## Récompenses notables
- Prix littéraire Marie-Christine-de-Savoie : 2008 : Ragionevoli dubbi (Raisonnables doutes)